# リスカム
リスカム（独: Lyskamm）は、スイスとイタリア国境のペンニネアルプス山脈（ワリス・アルプス）にある山。
スイス側はヴァレー州、イタリア側はヴァッレ・ダオスタ州に属している。
5 kmにも及ぶ屋根から成り、目立つ頂上は2つある（東リスカムと西リスカム）。
山の背に沿って雪が軒先のように突き出ていて、雪崩も多く発生しているため、危険な山であると評されている。